# Cook da Books
Cook da Books waren eine in den 1980ern aktive britische Pop-Band.  Der Bandname bezieht sich auf die englische Redewendung to cook the books „die Bilanz frisieren“.

## Geschichte
Cook da Books wurde 1980 in Fazakerley, Liverpool, gegründet und begann ursprünglich als Reggae-Quartett. Als kurz darauf der Filmkomponist Vladimir Cosma einen Interpreten für den Song Your Eyes zum Film La Boum 2 – Die Fete geht weiter suchte, bekam die Band den Zuschlag und durfte den Song während eines Auftritts im Film präsentieren. Der Film ist ein Teenager-Liebesfilm und das Lied eine gefühlsbetonte Popballade, komponiert von Cosma und getextet von Jeff Jordan. Es wurde in Frankreich, dem Ursprungsland des Films, und in einigen weiteren Ländern ein Hit, nicht jedoch in ihrer britischen Heimat.
In der Folge versuchten die vier Engländer mit ihrem eigenen Independent-Label eine Karriere aufzubauen und tourten auch als Vorband unter anderem von Men at Work und Joan Armatrading durch die USA. Aber trotz einer ganzen Reihe von Singleveröffentlichungen konnten sie keinen weiteren Erfolg landen. 1985 und 1986 holte sie Cosma noch einmal nach Frankreich, wo sie für die TV-Serie Les mondes engloutis (englischer Titel Spartakus and the Sun Beneath the Sea) den Titelsong Spartakus bzw. für den Zeichentrickfilm Asterix bei den Briten den Titelsong The Look Out Is Out aufnahmen.
Doch die Band befand sich bereits in der Auflösung und nach dem Weggang von Keyboarder Tony Prescott, der seine eigene Band The Prescotts gründete, machten die drei verbliebenen Musiker als Da Books weiter.
Ein kurzes Comeback erlebte die Band, als im Jahr 1987 die beiden La-Boum-Filme erstmals im deutschsprachigen Fernsehen gezeigt wurden und noch einmal großen Erfolg hatten. Daraufhin wurde der Titelsong von Teil 1, Reality von Richard Sanderson, und Cook da Books Your Eyes in Deutschland zunächst gemeinsam auf einer Single wiederveröffentlicht, die Platz 1 der Charts erreichte. Obwohl der Hauptteil des Erfolgs auf Sanderson entfiel, wurde auch der Cook-da-Books-Song häufig im Radio gespielt. Als sich der große Erfolg abzeichnete, wurde die B-Seite von Reality mit einem anderen Titel aus La Boum (I) gepresst und Your Eyes als eigene Singe/Maxi veröffentlicht.  In Österreich war dagegen sowohl 1983 als auch 1987 Your Eyes zusammen mit einem weiteren Titel aus dem La-Boum-2-Soundtrack auf einer Single und bekam dort eine eigene Platzierung (Platz 10 bzw. Platz 14 bei Wiederveröffentlichung).
1989 verließ auch Sänger Peter Deary die Band. Owen Moran und John Legget traten bis weit in die 90er hinein mit neuen Musikern weiter unter dem Bandnamen auf, bevor die Band endgültig auseinanderging. Zum Teil spielten die ehemaligen Mitglieder nach ihrem Ausscheiden in anderen Bands weiter.

## Diskografie

### Singles und EPs
- Piggie in the Middle Eight / Turn to Black (1982)
- Rich Men Don't / Low Profile (1982)
- Silvermann (1982)
- Piggie in the Middle Eight / I Wouldn't Want to Knock It (1983)
- Your Eyes (1983)
- I Wouldn't Want to Knock It / Up in Smoke / In da Papers (1983)
- Caress Me Like a Flower / Say Something Good / In the Papers (1984)
- Golden Age / Soho (1984)
- You Hurt Me Deep Inside / Piggie in the Middle Eight / Low Profile (1985)
- Living for the City / All I Want Is Everything / How Could You Be So Low / Giving Up the Acid / England Is Another Cuba (1986)
- The Look Out Is Out (1986)

### Alben
- Outch (1983)